# Sint-Jozefkerk (Zandberg)
De Sint-Jozefkerk is een katholieke kerk in het dorp Zandberg op de grens van de provincies Groningen en Drenthe. De huidige kerk werd in 1931 gebouwd als opvolger van een eerdere Waterstaatskerk uit 1843. Het dorp Zandberg was ontstaan toen katholieke boekweitboeren uit het Duitse Rütenbrock zich in de streek vestigden.